# Provaz
Provaz ist einer der Gipfel im zentralen Bergmassiv auf der Insel auf São Tomé im Inselstaat São Tomé und Príncipe.

## Geographie
Der Provaz ist ein Gipfel der zentralen Bergkette, nördlich des Zentrums der Insel. Südlich davon steigt das Massiv bis auf über 1460 m an (⊙). Im Umfeld liegen die Siedlungen São Luís (O), N. Ceilão (SO) und M. Vilela. Der Berg ist bewaldet. Im Norden schließen sich Fortunato (NW) und Chamiço (NO) an.  Im Süden ist der nächstgelegene namhafte Gipfel der Monte de Dentro.